# Breathe In
Breathe In (bra: Paixão Inocente; prt: Um Novo Fôlego) é um filme independente de drama romântico dos Estados Unidos lançado em 2013 co-escrito com Ben York Jones e dirigido por Drake Doremus, estrelado por Guy Pearce, Felicity Jones, Amy Ryan e Mackenzie Davis e segue um professor de música do ensino médio que tem um caso com uma estudante de intercâmbio da Inglaterra que tem a idade de sua filha, decorrente de sua desilusão com a vida e seu amor compartilhado pela música. Ele estreou no Festival de Cinema de Sundance em 19 de janeiro de 2013, o terceiro filme do diretor a ser exibido lá.

## Enredo
Keith Reynolds é um professor de música do ensino médio casado com Megan e vivendo em uma cidade pequena a uma hora e meia de Nova York. Ele desistiu de uma carreira como músico após a chegada de sua filha. Lauren tem quase 18 anos e é um nadadora campeã. Em seu tempo livre, ele substitui um músico de violoncelo em uma orquestra e está se candidatando a um papel permanente. Keith acha a sua vida frustrante, se ressente de seu trabalho como professor, e a demissão de sua esposa por eu modo de tocar música. Ele quer voltar para a cidade e trabalhar como músico, mas sua esposa Megan se recusa a considerar isso como detestava a incerteza da renda e do estilo de vida. A família hospeda Sophie por um semestre em um intercâmbio educacional. Quando Sophie chega ela fica decepcionada com a distância de Manhattan, pois ela queria visitar.
A mãe de Sophie morreu quando ela era muito jovem e ela foi criada por seu tio e tia. Seu tio apresentou-a ao piano, mas morreu recentemente, afetando Sophie. Sophie diz a tia que ela não está praticando a música dela dizendo que não sabe o que está tocando. Sophie para Keith revela que ela é musicista e eles tem uma ligação sobre seu interesse mútuo. Enquanto eles estão sozinhos na casa, ela diz a Keith sobre a morte de seu tio e que ela quer tocar música. Sophie é insegura e perdeu sua finalidade. Após a morte de seu tio, portanto, não toca enquanto Keith optou por não tocar por causa de sua família. Keith e Sophie embarcam em um caso de amor, passam tempo juntos, conversando sobre fugirem juntos. Lauren descobre isso e revela seus conhecimentos para Sophie, que entra em pânico e diz a Keith que ela deve sair. Keith diz a ela que ele vai fugir com ela. Eles planejam se encontrarem em Nova York depois de uma performance
Lauren, com raiva de seu pai e de ter sido rejeitada por Aaron Been, fica bêbada e cai com seu carro. Ao mesmo tempo, Keith e Megan descobre o caso de Sophie e seu plano para fugirem. Enquanto ela está quebrando as coisas ao redor da casa com raiva, ela recebe um telefonema dizendo-lhe que Lauren está ferido e no hospital. Depois de sua performance, Keith reúne-se com Sophie. Eles estão com as suas coisas de carga no carro e estão sorrindo um para o outro em felicidade. De repente, Keith recebe uma mensagem de texto a partir de Megan dizendo-lhe que algo aconteceu com Lauren. Ele aparece no hospital onde Megan diz que ela não sabe como Lauren é. O filme termina com a família que tem uma sessão de fotos. Lauren é bem, mas tem uma cicatriz perto de seu olho. Keith decidiu voltar para sua esposa e Sophie se foi.[carece de fontes?]

## Elenco
- Guy Pearce como Keith Reynolds
- Felicity Jones como Sophie
- Amy Ryan como Megan Reynolds
- Mackenzie Davis como Lauren Reynolds
- Ben Shenkman como Sheldon
- Alexandra Wentworth como Wendy Sebeck
- Hugo Becker como Clément
- Brendan Dooling como Ryan
- Kyle MacLachlan como Peter Sebeck
- Lucy Davenport como Mãe de Sophie
- Jenny Anne Hochberg como Membro do time de natação
- Elise Eberle como Angela
- Nicole Patrick como Theresa
- Brock Harris como Paul
- Stephen Sapienza como Membro do time de natação
- Matthew Daddario como Aaron

## Produção

### Elenco
Breathe In é o terceiro filme do diretor Drake Doremus a ser exibido no Festival Sundance de Cinema. Doremus ganhou o prêmio dramático do júri do festival em 2011 com Like Crazy, seu primeiro filme com a protagonista Felicity Jones, que levou o prêmio especial do júri por atuar naquele ano.  Discutindo sua escalação de Jones em seu primeiro filme Like Crazy, Doremus lembra: "Ela me enviou uma fita que fez em seu apartamento. Ela fez o final do filme, na verdade, no chuveiro. E foi como, 'OK, uau.' Eu a lancei sem sequer conhecê-la." Depois que eles completaram Like Crazy, eles começaram a falar sobre trabalhar juntos novamente. "Senti que a jornada ainda não estava completa e que tínhamos mais algumas explorações para fazer."

### Filmagens
Usando a mesma técnica de Like Crazy, Doremus e o co-roteirista Ben York Jones prepararam um esboço detalhado para cada cena sem diálogo, e então ensaiaram com o elenco por várias semanas enquanto improvisavam as palavras. Doremus explica: "Começo com um esboço de 60 páginas que basicamente se parece com um conto, cheio de história de fundo, as batidas emocionais da cena, subtexto, pontos da trama, mas muito pouco diálogo. ... A cada tomada, a cena fica cada vez mais destilado. O primeiro take tem 15 minutos, o segundo take é 10, e antes que você perceba chegamos à cena de dois minutos que precisamos... É exaustivo! Mas essa é uma ótima palavra para descrevê-lo: esgotamos todas as possibilidades até percebermos o que precisa ser, e quando você chega a esse ponto, os atores simplesmente não se importam mais. Não há atuação para a câmera; há apenas ser, e você só precisa se concentrar em estar no momento."
Os filmes de Doremus são conhecidos por seu estilo "íntimo". Seu uso de câmeras portáteis, muitas vezes bem nos rostos dos atores, e sua capacidade de extrair performances de seus atores que são naturais e não afetadas, cria a ilusão de que estamos "invadindo momentos privados" nas vidas dos personagens.
Breathe In foi filmado em locações no norte do estado de Nova York e no Terminal 4 do Aeroporto Internacional JFK em Queens, Nova York.

## Lançamento
Breathe In recebeu um lançamento limitado nos Estados Unidos, abrindo em 18 cinemas e arrecadando US$ 15 324, com uma média de US$ 851 por cinema. O lançamento mais amplo do filme foi de 41 cinemas e acabou faturando US$ 89 661 no mercado interno. Internacionalmente, o filme arrecadou US$ 481 079 e foi relançado na Coreia do Sul em 2015, ganhando mais US$ 19 128. O total acumulado foi de US$ 500 207.

## Recepção
O filme conseguiu geralmente críticas mistas e positivas. No Metacritic, o filme recebeu uma pontuação média de 60 em 100 (indicando revisões "geralmente favoráveis") com base em 21 comentários. Em setembro de 2014, ele tinha um índice de aprovação geral de 55% (de 73 comentários) no Rotten Tomatoes. O consenso do site afirma: "O enredo de Breathe In nunca acende como deveria, mas permanece completamente assistível graças às fortes atuações de Felicity Jones e Guy Pearce". Em seu comentário para o site Collider, Adam Chitwood deu ao filme uma classificação "A-", notando que "é raro encontrar um filme deste tipo que está se movendo verdadeiramente sem se sentir excessivamente manipulador ou sentimental".